# Umverteilig (zu üs)
Umverteilig (zu üs) ist das erste Album des Berner Rap-Kollektivs Chaostruppe. Es erschien am 1. Mai 2020 als Eigenproduktion.

## Produktion
Das Album wurde von den Musikproduzenten Xanthipus, Merlin, DJO, C. Perkins, FunkyFüdi!, Roumee, MQ, Young Taylor, Marziano Muzik und Buzz produziert.

## Covergestaltung
Das Albumcover zeigt eine Gold-Kette mit einem Henkersknoten auf weißem Grund. Im unteren Teil des Bildes befindet sich der Schriftzug Umverteilig (zu üs) in Schwarz und Weiß.

## Titelliste
| #  | Titel                       | Produzent           | Länge |
| -- | --------------------------- | ------------------- | ----- |
| 1  | D Wäut oder Niemer          | Merlin              | 6:28  |
| 2  | Gold Chain                  | DJ Kermit           | 4:40  |
| 3  | Goliath                     | Merlin              | 2:58  |
| 4  | Krisesitzig (Skit)          | FunkyFüdi!          | 1:05  |
| 5  | Umverteilig                 | Xanthipus           | 3:49  |
| 6  | Tuusig Farbe                | Young Taylor        | 5:51  |
| 7  | Verlore                     | Marziano Muzik      | 5:12  |
| 8  | Loufband                    | Xanthipus           | 4:15  |
| 9  | Vorstelligsgspräch (Skit)   | FunkyFüdi!          | 1:24  |
| 10 | Chaosmafia                  | Buzz                | 4:32  |
| 11 | Eigeti Gedanke              | Roumee              | 4:28  |
| 12 | Las la guet si              | DJO                 | 4:33  |
| 13 | Ufenang ufpasse             | Merlin              | 4:22  |
| 14 | Optimierigspotenziau (Skit) | FunkyFüdi!          | 2:13  |
| 15 | Wuetbürger-Riddim           | Xanthipus           | 4:13  |
| 16 | Dini Ching                  | C.Perkins & Merlin  | 3:29  |
| 17 | Geils Läbe                  | MQ                  | 5:15  |
| 18 | Wiehnachtsapéro (Skit)      | FunkyFüdi!          | 1:25  |
| 19 | Schlachtpolka               | Merlin & FunkyFüdi! | 4:43  |
| 20 | F.T.W.                      | Merlin              | 4:19  |

## Charterfolge
Umverteilig (zu üs) stieg am 10. Mai 2020 auf Platz 1 in die Schweizer Albumcharts ein und konnte sich 2 Wochen in den Top 100 halten.

## Rezeption
Moritz Wey vom Lyrics-Magazin bezeichnete das Album als ein letztes Stück Freiheit. Es sei eine gelungene Mischung aus unterhaltender Selbstdarstellung, Feierlaune und sozialem Veränderungswillen.
In einem Artikel der Berner Zeitung wird das Album als systemkritisch, teilweise tanzbar und musikalisch abwechslungsreich bewertet. Das Album sei geeignet als Soundtrack für den Aufstand zuhause.
Sozialismus.ch beschreibt das Album als sehr durchdacht, politisch hochrelevant und untermalt mit abwechslungsreichen Beats aus verschiedenen Genres.